# روبرت إدغار هوب سيمبسون
روبرت إدغار هوب سيمبسون (بالإنجليزية: Robert Edgar Hope-Simpson)‏‏ (1908 - 5 يوليو 2003) هو طبيب عام من المملكة المتحدة، وكان قد أظهر أنَّ الهربس النطاقي يحدث بسبب إعادة تنشيط فيروس جدري الماء.